# Antiparallelismo
In biologia l'antiparallelismo è la caratteristica disposizione dei due filamenti della doppia elica del DNA.
Questa caratteristica è essenziale per comprendere il meccanismo di replicazione del DNA: la DNA polimerasi è infatti in grado di leggere in direzione 3'-5' (numerazione degli atomi di carbonio del deossiribosio dello scheletro zucchero-fosfato del DNA) e quindi di allungare il filamento in direzione 5'-3'. Perciò, secondo i modelli teorici più accreditati, dei nuovi filamenti di DNA sintetizzati uno sarà lineare (filamento guida) mentre l'altro (filamento lento) andrà a formare dei frammenti, detti frammenti di Okazaki, poi legati tra loro dall'enzima DNA ligasi.